# Racionalisme arquitectònic
|  | Per a altres significats, vegeu «Racionalisme (filosofia)». |

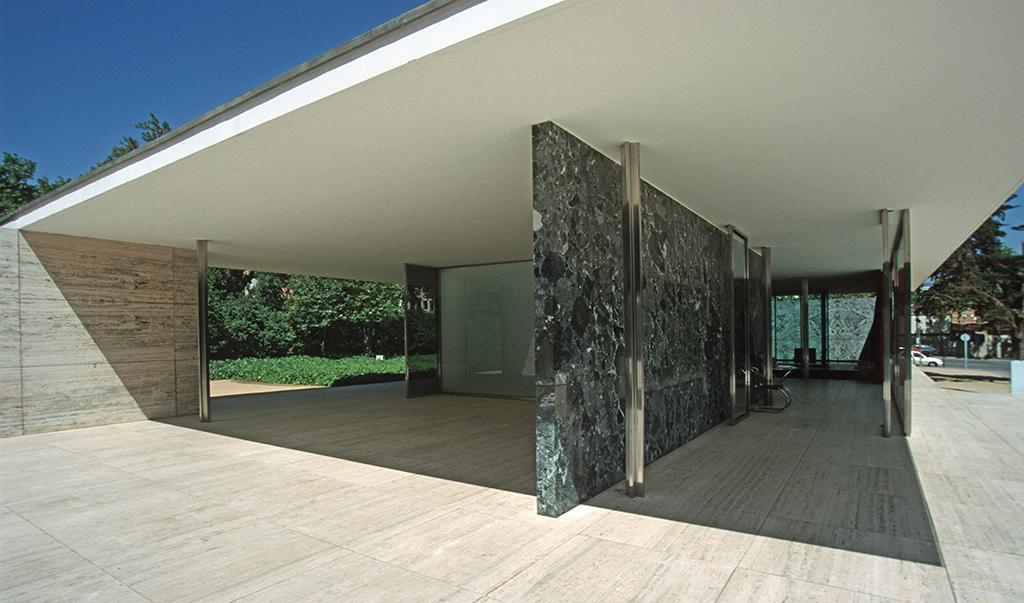
Mies van der Rohe, Pavelló d'Alemanya de l'Exposició Internacional de Barcelona del 1929

El racionalisme arquitectònic (en anglès: rationalism, functionalism, international style o tot simplement modern architecture, o modernist architecture) és un corrent sorgit a Europa després de la Primera Guerra Mundial que defensa el funcionalisme dels edificis, l'absència de decoració, la ruptura amb els valors històrics i la influència de la producció industrial.
Els seus precedents més immediats es poden trobar en arquitectes com Adolf Loos i Otto Wagner, entre d'altres.
A Alemanya, el racionalisme està representat per Walter Gropius, fundador de la Bauhaus, i el seu col·laborador Ludwig Mies van der Rohe. Als Països Baixos, els integrants del grup De Stijl ('L'Estil') defensen aquests postulats, apreciables en obres com la casa Schröder (1924), obra de Gerrit Rietveld. Independent d'ambdós grups, el suís Le Corbusier és una altra de les personalitats més destacades i influents d'aquest corrent que s'estengué arreu del món. A Catalunya, el més conegut exponent d'aquest corrent fou el Josep Lluís Sert, però també tot el grup del GATCPAC.

## Història
Fins a l'arribada del racionalisme, els components dels edificis tenen una experiència contrastada en el temps, i les solucions constructives responen a un tot formal i constructiu, però en aquell moment es transforma la concepció de l'envolupant i comença una certa heterogeneïtat en els elements constructius condicionada per les noves exigències formals i compositives que els materials tradicionals no poden donar, i l'arribada de l'acer a finals del segle xix, i del formigó armat a començaments del segle xx, va acabar definitivament per alliberar a la façana de la seva dependència estructural.
Conjugant tots els propòsits racionalitzadors i funcionalistes de l'arquitectura de la Revolució industrial, que havien trobat el seu camp d'experimentació entre 1890 i 1914, es formulen en la primera postguerra diferents opcions arquitectòniques d'objectius i mètodes propers, amb un repertori formal amb constants relacions fins a condicionar gairebé un estil internacional que presenta similituds amb les avantguardes pictòriques, especialment amb el cubisme.
Entre 1925 i 1940, l'orientació racionalista es difon a tot Europa, ja per obres aïllades o per penetració de mètodes constructius nous, i originà la formació de diverses escoles. Aquesta difusió està bàsicament lligada a la tasca dels grans mestres, tant els merament racionalistes com els pioners de principi de segle, que reben encàrrecs de tot el món, i que, mitjançant associació o col·laboració amb arquitectes locals, contribueixen a expandir-lo, tot i les reticències oficials i acadèmiques. En l'escola francesa, destaca la important tasca investigadora de l'arquitecte Le Corbusier, principal figura del racionalisme europeu i mundial.

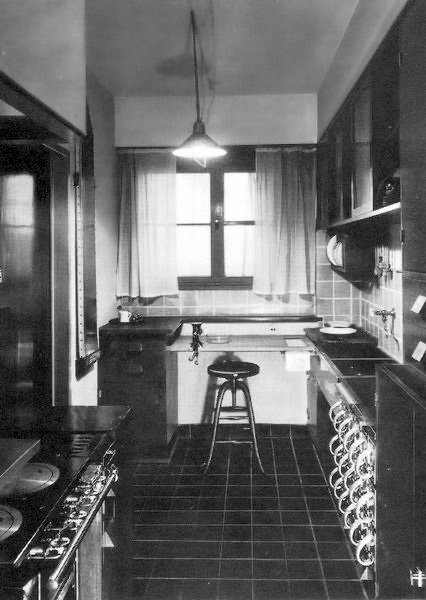
Frankfurter Küche

La Frankfurter Küche va ser una fita en l'arquitectura domèstica. Dissenyada en 1926 per l'arquitecta austríaca Margarete Schütte-Lihotzky per al projecte d'habitatge social Neues Frankfurt, es van instal·lar en més de 10.000 apartaments, i ràpidament va trobar reconeixement i difusió internacional. amb aquest primer model de cuina equipada, el racionalisme va entrar a la vida privada.

## Principis
- Organització estructuralista de l'edifici en lloc de simetria axial
- Predilecció per les formes geomètriques simples, amb criteris ortogonals
- Ocupació del color i del detall constructiu en lloc de la decoració sobreposada
- Concepció dinàmica de l'espai arquitectònic
- Ús limitat de materials com l'acer, el formigó o el vidre (nous materials)[4]